# Гази уд-Дин Хайбер
Гази-уд-Дин Хайдар Шах, также известен как Гази уд-Дин Рафаат ад-Доула Абул-Мозаффар Хайдар Хан (хинди ग़ाज़िउद्दीन हैदर शाह; урду غازی الدیں حیدر شاہ‎‎) (ок. 1769 — 19 октября 1827) — последний (7-й) наваб-вазир Ауда (11 июля 1814 — 19 октября 1818), первый король Ауда (19 октября 1818 — 19 октября 1827)
.

## Биография

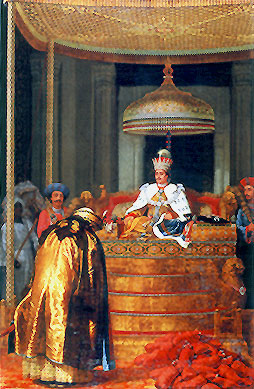
Гази уд-Дин Хайдер, король Ауда, принимает дань

Родился около 1769 года. Старший сын Саадат Али-хана II (ок. 1752—1814), 6-го наваба-вазира Ауда (1798—1814). Его матерью была Муширзади Бегум.
11 июля 1814 года после смерти своего отца Саадат Али-хана II Гази уд-Дин Хайдер унаследовал титул наваба-вазира Ауда. С самого начала он находился под влиянием британского резидента, полковника Джона Бейли. В октябре 1818 года по влиянием маркиза Гастингса, генерал-губернатора Индии, Гази уд-Дин Хайдер принял титул Падшах-и-Ауд (король Ауда). В том же году он стал чеканить валюту со щитом и двумя рыбками, символом дома Бурхана аль-Мулька.
Гази уд-Дин Хайдер скончался 19 октября 1827 года в возрасте 57-58 лет во дворце Фархат Бахш в Лакхнау. После его смерти королевский титул унаследовал его сын, Насир уд-Дин Хайдер.

## Покровитель искусства и культуры

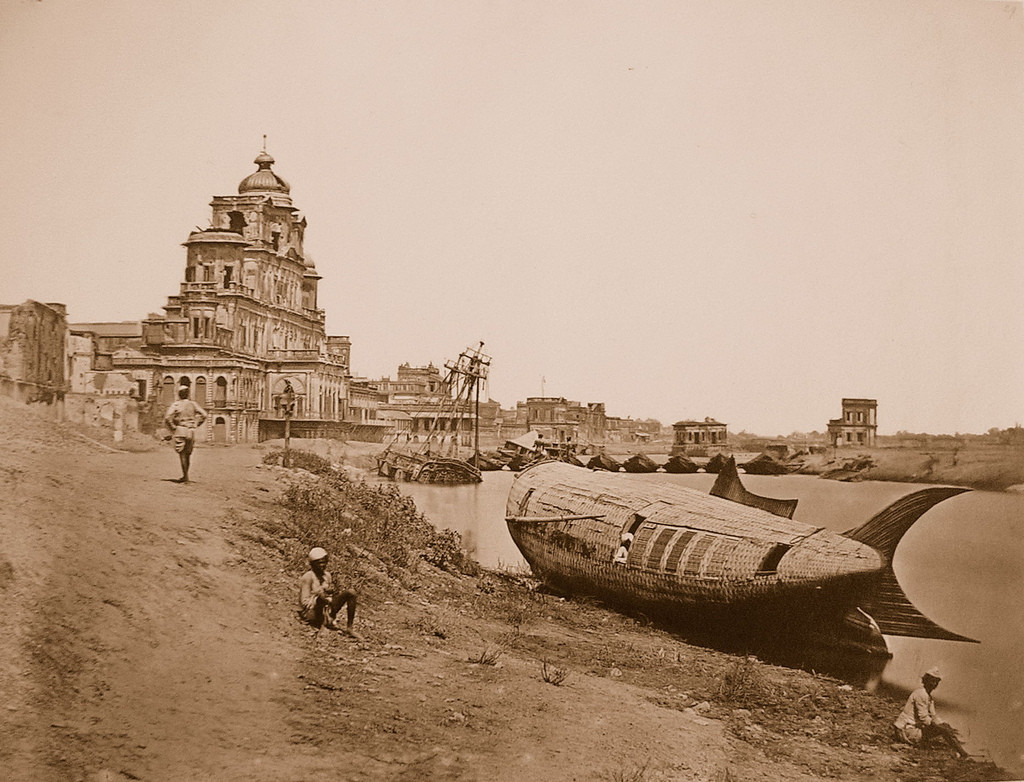
Чаттар Манзил и королевская лодка, фотография Феликса Беато

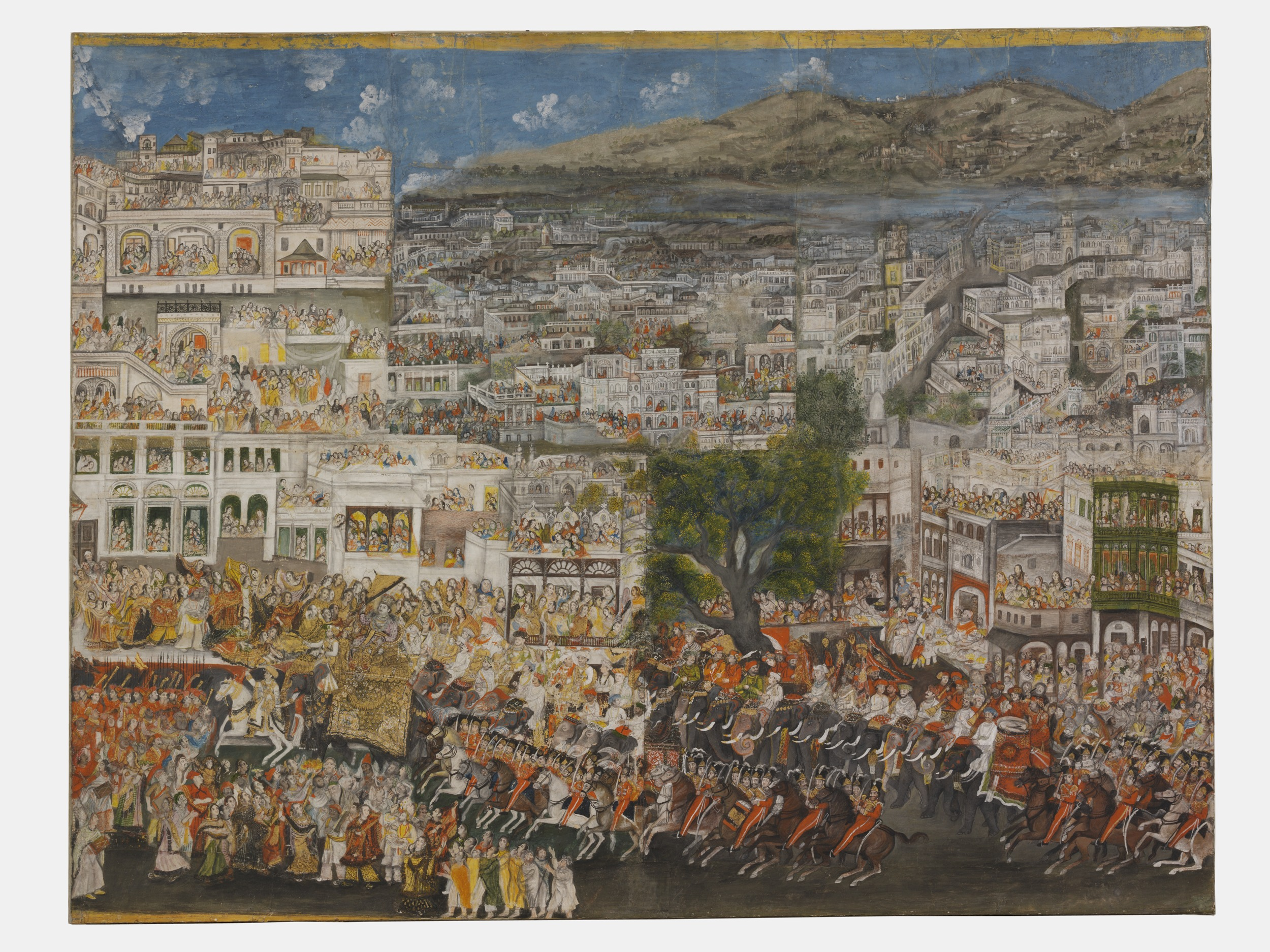
Шествие короля Ауда Гази уд-Дина Хайдера через Лакхнау

Несколько памятников в Лакхнау были построены Гази-уд-Дином Хайдером. Он построил дворец Чаттар Манзил, а также здания Мубарак Манзил и Шах Манзил в комплексе Моти-Махал для зрелищ с боями животных. Он также построил гробницы своих родителей, Саадат Али-хана и Муширазади Бегум. Для своей европейской жены он построил здание в европейском стиле, известное как Вилаяти Баг. Другое творение, Шах Наджаф Имамбара (1816), его мавзолей, на берегу реки Гомати, является копией захоронения четвертого халифа Али в Эн-Наджафе (Ирак). Здесь же были похоронены три его жены: Сарфараз Махал, Мубарак Махал и Мумтаз Махал.
Гази уд-Дин сначала назначил британского художника Роберта Хоума (1752—1834) своим придворным художником, а после его отставки в 1828 году он назначил на эту должность другого британца, Джорджа Дункана Бити (1798—1852). В 1815 году к его двору присоединился Раджа Ратан Сингх (1782—1851), известный астроном, поэт и знаток арабского, персидского, турецкого, санскритского и английского языков. По его инициативе в 1821 году в Лакхнау была создана Королевская Литейная типография, а в том же году в этой типографии был издан Хафт Кульзум, словарь и грамматика персидского языка в двух томах.

## Монеты Гази-уд-Дина
Объявив себя королём, Гази уд-Дин Хайдер Шах стал чеканить монеты со своим именем вместо могольского императора, Акбар Шаха II, от 1234 года хиджры (1818). Его монеты совершенно отличались от монет его предшественников. Наиболее важной особенностью его чеканки было введение его герба на реверсе монеты, состоящего из двух рыб, стоящих лицом друг к другу, двух тигров, каждый из которых держал знамя, и катара (небольшого кинжала), увенчанного короной, которая символизировала короля.

## Жены и дети
У Гази уд-Дина Хайдера было много жён (из них — три главных жены), от которых у него было два сына и одна дочь:
- Шахзаде Сулейман Джах, Сахиб-и-Алам, Имтиаз-ад-Даула, Умдат уль-Мульк, Наваб Муршидзада Насир уд-Дин Хайдер Хан Бахадур, Асад Джанг, Вали Ахад Мирза Бахадур (9 сентября 1803 — 7 июля 1837), также известный как Насируддин Хайдер, 2-й король Ауда (1827—1837).
- Наваб Шамс уд-Даула Бахадур
- Наваб Поти Бегум Сахиба (1796 — ?), муж — Мукурруб ад-Даула, Наваб Али Махди Хан Бахадур, второй сын Мухаммада Али Хана.

## Галерея

Флаг Навабов Ауда, введённый во время правления Гази уд-Дина Хайдера Шаха (1814–1827).
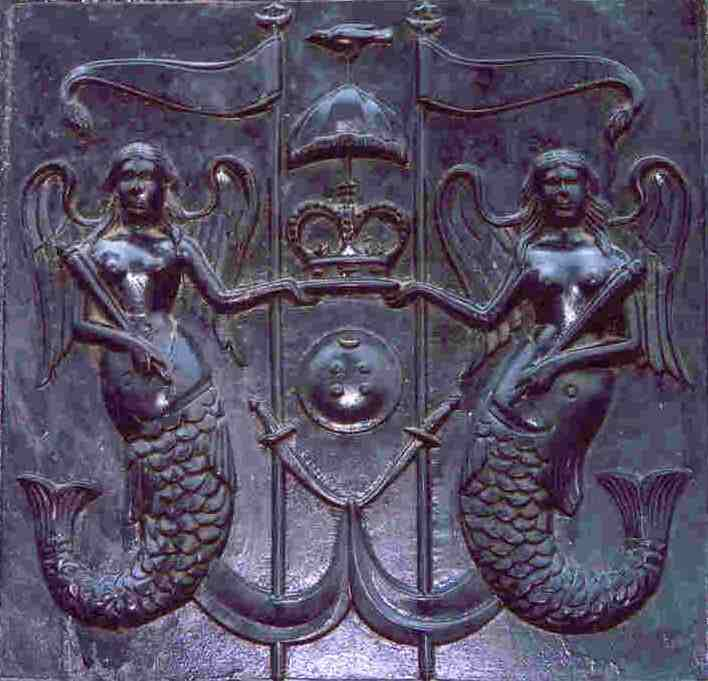
Другая печать, введённая во времена правления Гази-уд-Дина Хайдара (1814-1827)
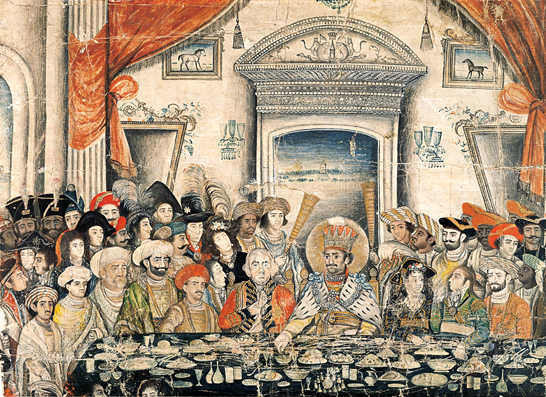
Гази уд-Дин Хайдер, седьмой наваб Ауда (1814-1827), угощает лорда и леди Мойра на банкете в своем дворце, 1820-1822 годы